# 간의
간의는 조선 세종때 제작된 실외용 천문 관측기구이다.
간의는 혼천의를 간소화한 것이라고 말할 수 있는데, 중국 천문학에서와 같이 조선의 천문학에서도 흔히 적도에 관한 위치가 필요하였기 때문에 혼천의인 육합의, 삼진의(三 , 사유의 중에서 적도환과 백각환, 사유형만을 따로 떼어서 간의를 만들었다고 볼 수 있다. 중국에서는 혼천의가 천체의 위치를 실제로 관측하기 위한 관측용 측각기로 사용되지만 조선에서는 혼천의를 실내에 두어 천문시계로서의 목적을 위하여 쓰였으므로, 천체의 위치를 관측하는 데는 간의가 주로 사용되었다. 세종 19년(1437년)에 완성된 간의의 제도는 《원사》에 나타난 곽수경법에 의하여 제작된 것이다.

## 사진

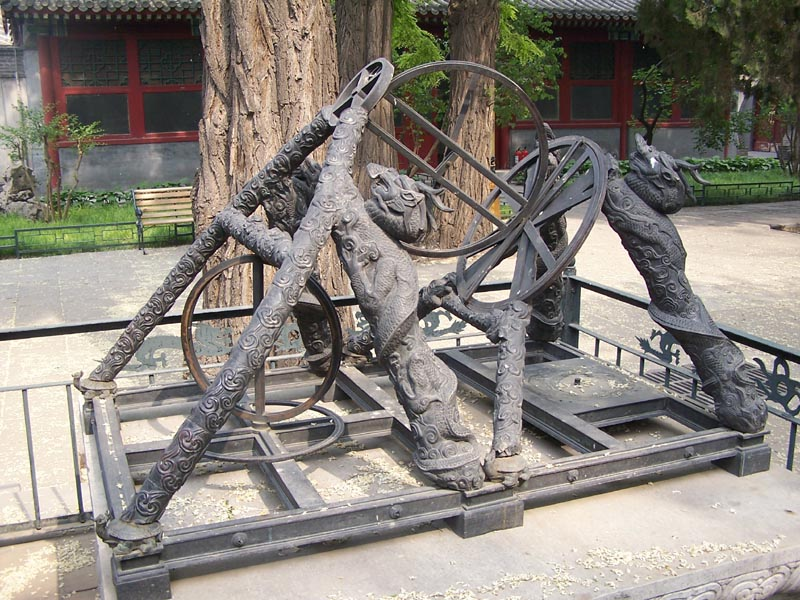
베이징 고관상대에 있는 간의
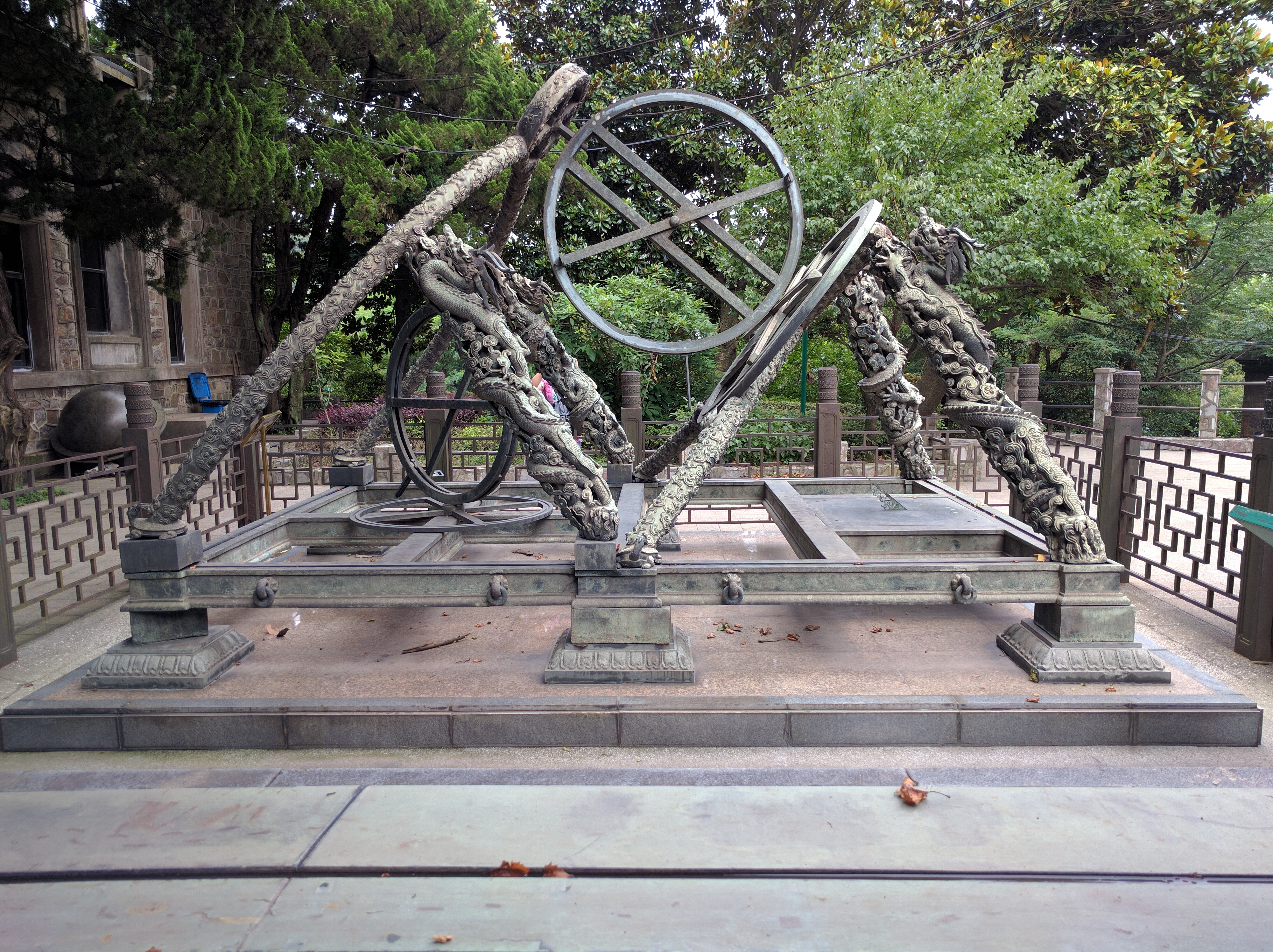
난징 쯔진산 천문대에 있는 간의
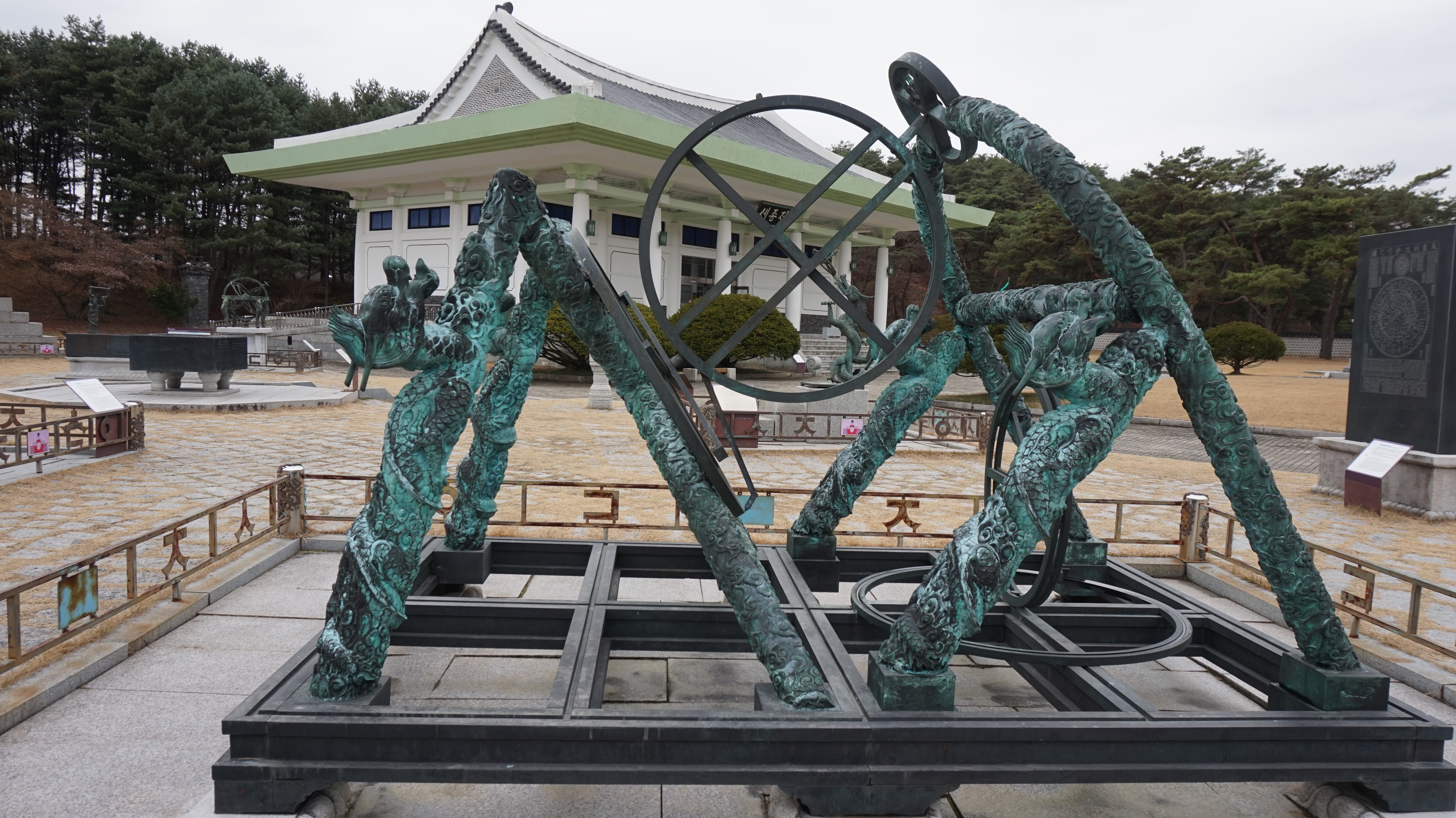
세종대왕릉에 전시된 간의
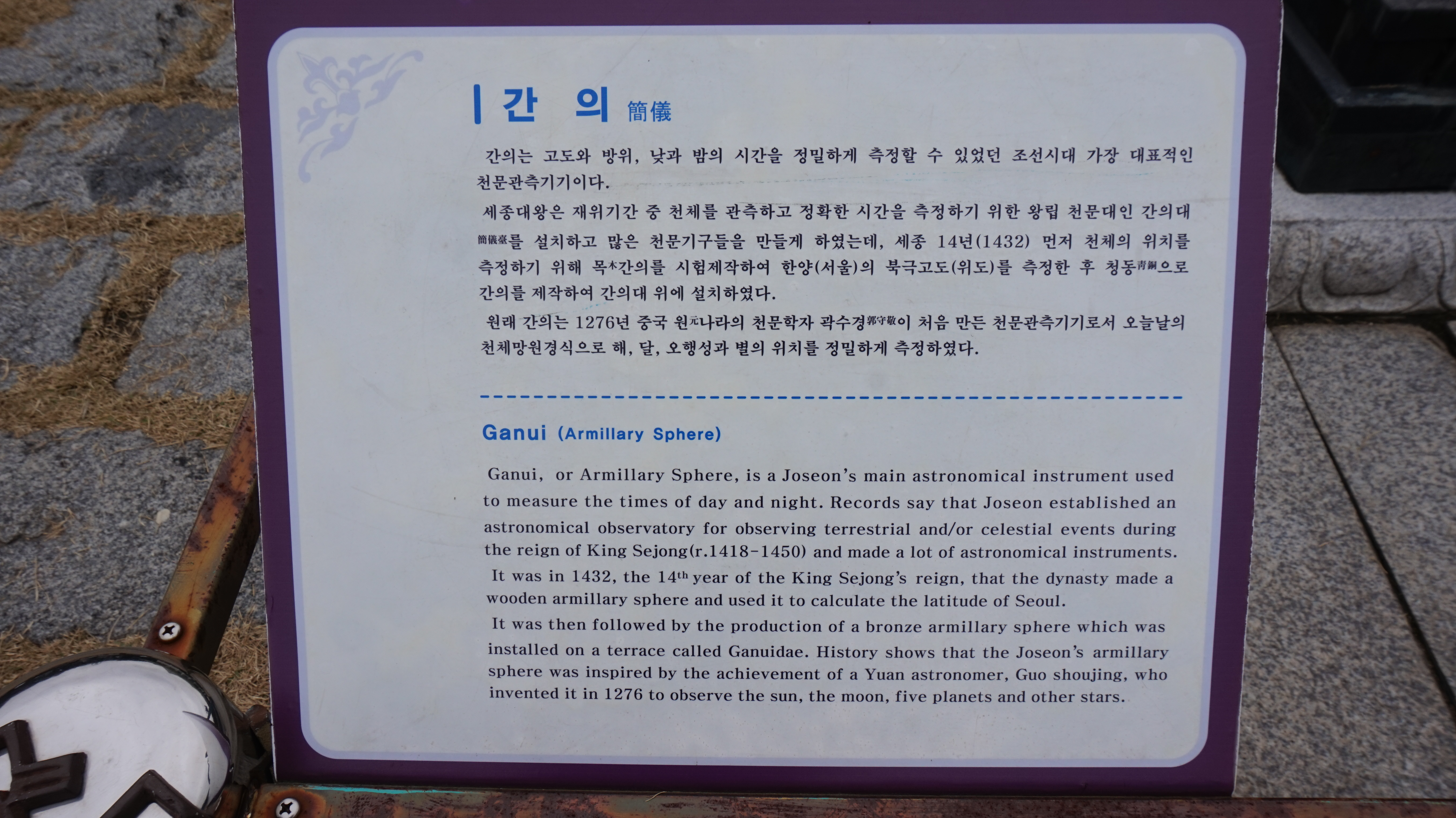
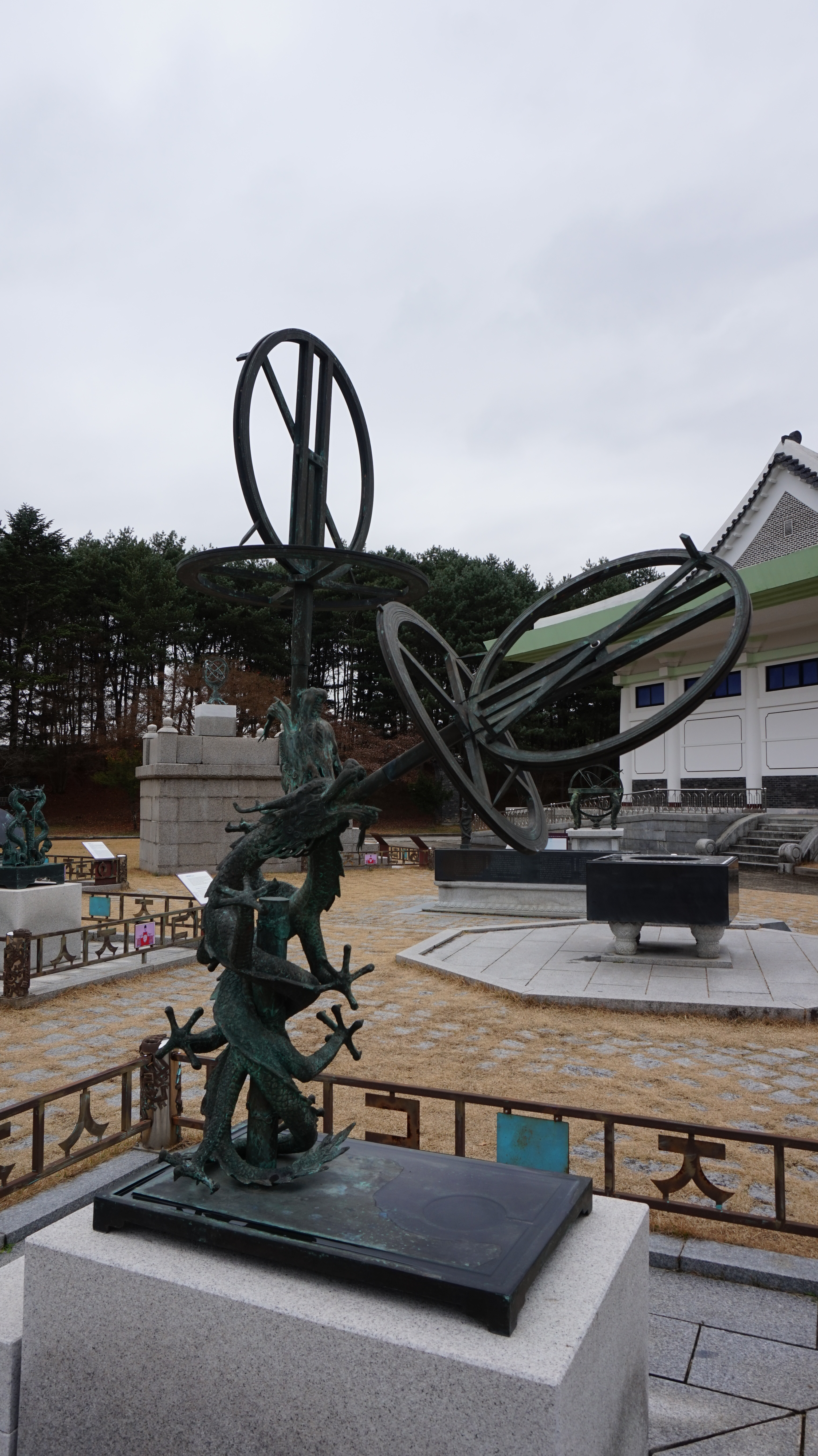
소간의

## 혼자 보기
- 간의대
- 소간의

## 참고 문헌
- 이 문서에는 다음커뮤니케이션(현 카카오)에서 GFDL 또는 CC-SA 라이선스로 배포한 글로벌 세계대백과사전의 내용을 기초로 작성된 글이 포함되어 있습니다.